# Boston (Davao Oriental)
Boston ist eine Großraumgemeinde in der Provinz Davao Oriental und liegt auf der Insel Mindanao auf den Philippinen. Sie hat 13.535 Einwohner (Zensus 1. August 2015), die in 8 Barangays leben. Sie gehört zur dritten Einkommensklasse der Gemeinden auf den Philippinen und gilt damit als partiell Urbanisiert.
Die Gemeinde Boston liegt an der Ostküste der Insel Mindanao und ist die nördlichste Gemeinde der Provinz Davao Oriental. Die Gemeinde belegt eine Fläche von 357,03 km² und das Terrain gilt ist sehr Gebirgig. Auf dem Gemeindegebiet liegen Teile des Naturschutzgebietes Aliwagwag Protected Landscape.

## Barangays
Die Großraumgemeinde ist in 8 Barangays unterteilt.
| - Cabasagan - Caatihan - Cawayanan - Poblacion | - San Jose - Sibajay - Carmen - Simulao |